# Сергій Сидоренко (журналіст)
Сергі́й Сидо́ренко (нар. {\displaystyle \approx 1975}) — український журналіст, співзасновник та шефредактор «Європейської правди».

## Життєпис
Біля 1998 року закінчив КПІ. Інженер-системотехнік, у 1990-ті, як і решта студентів і студенток, підпрацьовував за фахом.
У журналістиці з 2000 року.
З 2000 по 2004 — комп'ютерник у телекомпанії «Магнолія-ТВ», почав розвивати інтернет-проєкт. Згодом став редактором «Магнолії», разом з тим писав для кількох російських газет, зокрема «Газеты» та «Коммерсантъ Украина».
З 2005 по 2014 — спеціальний кореспондент відділу політики газети «Коммерсантъ Украина».
У 2014 році, після закриття української редакції «Комерсанта», започаткував «Європейську правду», ставши її співзасновником та співредактором, головним редактором.
Також відомий як медіатренер; зокрема, співпрацює з проєктом BBC Media Neighbourhood.